# Colombina
Colombina è una maschera veneziana della commedia dell'arte, spesso oggetto di attenzioni da parte del padrone Pantalone e causa della gelosia di Arlecchino.

## Il personaggio della commedia
Prima della nascita della commedia dell'arte, i personaggi femminili in teatro erano sempre tonti, interpretati da uomini travestiti. Dalla metà del '500 le donne, ammesse alla recitazione, assunsero un rilievo sempre maggiore fino all'individuazione di ruoli e personaggi definiti.
Il nome Colombina è citato per la prima volta nel libro  di Carlo Cantù detto Buffetto, Cicalamento in canzonette ridicolose, overo Trattato di matrimonio tra Buffetto, e Colombina comici, 1646..
Con il nome di Colombina debuttò nel 1683 Caterina Biancolelli figlia di una famiglia di comici dell'arte che per lungo tempo dominò la compagnia dei comici italiani in Francia. Insieme a lei recitò l'Arlecchino Dominique Biancolelli, suo padre, uno degli attori più amati e celebrati dai francesi a metà del diciassettesimo secolo.
Il testo drammaturgico più famoso in cui compare Colombina è la commedia Colombine avocat pour et contre canovaccio rappresentato nel giugno 1685 e più volte rimesso in scena sia alla Comédie-Italienne che in seguito al teatro della Foire.
Qui i personaggi di Arlecchino e Colombina (Arlequin et Colombine) recitano in una lingua franca mista tra il francese, l'italiano e il dialetto veneto-bergamasco.

## Le servette della commedia dell'arte

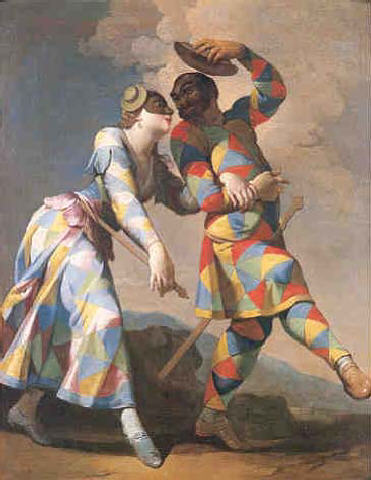
Giovanni Domenico Ferretti, Arlecchino e Colombina

Il personaggio della servetta identifica uno dei ruoli presenti nella commedia dell'arte fin dalle origini sotto i nomi più svariati. La servetta più antica risale alla metà del Cinquecento e compare, con il nome di Franceschina (o Francesquine), nelle incisioni della Raccolta Fossard, una delle principali testimonianze iconografiche della commedia dell'arte.
Fra gli altri nomi della stessa servetta vanno citati:
- Corallina, interpretata sempre in Francia da Anna Veronese figlia del capocomico Carlo Veronese, che compare anche nei Mémoires di Carlo Goldoni intorno alla metà del Settecento
- Ricciolina (presente già alla fine del Cinquecento nella Compagnia dei comici Gelosi interpretata da Marina Antonazzoni)
- Smeraldina o Spinetta (che appare in Carlo Gozzi, ne L'amore delle tre melarance e ne Arlecchino servitore di due padroni nell'originale di Carlo Goldoni e nell'allestimento di Giorgio Strehler, in scena dal 1947 nelle diverse edizioni firmate dal regista per il Piccolo teatro di Milano o ancora ne L'uomo di mondo ed altre fra le prime commedie scritte da Goldoni)

Colombina talvolta appare perfino come "Arlecchina" ed il personaggio di Marionette che compare nella Vedova scaltra di Carlo Goldoni altro non è che la versione raffinata di Colombina.

## Il personaggio nel teatro
Nell'opera verista del 1892 Pagliacci di Ruggero Leoncavallo, Nedda, moglie di Canio, canta impersonando Colombina nella compagnia teatrale del marito, tradendolo sia nella realtà con l'amante Silvio, che nel palcoscenico con Arlecchino. ("E se Arlecchin t'invola Colombina..." cantata nell'aria Vesti la giubba, meglio nota come Ridi, Pagliaccio).

## Il volo della Colombina
È un'usanza del celebre carnevale di Venezia, che consiste nella discesa con una fune tesa dalla cella campanaria del campanile di San Marco verso il palazzo Ducale. Il tragitto è noto come "volo della colomba", ma ultimamente, dal 2001, è anche chiamato "volo della Colombina" perché compiuto da un'artista, in genere nei panni della maschera.